# رنگ تجاری (فیلم ۲۰۱۹)
رنگ‌های تجاری یا برخورد به انگلیسی(Trading Paint) فیلمی با بازی جان تراولتا، مایکل مدسن، شنایا توین و توبی سباستین و به کارگردانی کرزن کیدر است که در سال ۲۰۱۹ منتشر شده‌است. کریگ ولش و گری جرانی در نوشتن فیلمنامه همکاری داشتند. مراحل تصویربرداری اصلی فیلم در اوت ۲۰۱۷ در آلاباما آغاز شد.

## داستان
سم مونرو یک رانندهٔ کهنه‌کار مسابقات اتومبیل‌رانی همراه پسرش کم که او هم نیز یک راننده می‌باشد، باید با مشکلات فراوانی از جمله رانندهٔ رقیب دست و پنجه نرم کنند تا موفق شوند.

## بازیگران
- جان تراولتا در نقش سام مونرو
- مایکل مدسن در نقش لینسکی
- توبی سباستین در نقش کم مونرو
- کوین دان در نقش چاق کننده
- شنایا توین در نقش بکه
- باک تیلور در نقش بن
- لوئیس داسیلوا در نقش دینر ردنک
- مارگارت بومان در نقش مارتا
- جیا لیبرادونی در نقش کلی
- دنی مندز در نقش دکتر دنا تامپسون
- کریس مولینکس در نقش جک دان
- جن بیکر و فهه برونر در نقش دختران آهنگ
- جاناتان ایادن کوکلر در نقش جیمز
- جان فلانگان در نقش راننده اتومبیل مسابقه
- هالی فلاناگن در نقش روزنامه‌نگار رقصنده
- آدری فافورد در نقش جنی مونرو

## پذیرش
در جمع‌بندی بررسی شده راتن تومیتوز، فیلم دارای امتیاز تأیید منتقد از ۰٪ و امتیاز ۲۷٪ بازدید کننده است.